# بيتريا توماس
بيتريا توماس (Petria Thomas) هي لاعبة أولمبية لرياضة السباحة من أستراليا. شاركت في الأولمبياد الصيفي في 1996–2004، وفازت بما مجموعه 8 ميداليات.

## الميداليات
| ذهب | فضة | برونز | المجموع |
| 3   | 4   | 1     | 8       |

## روابط خارجية
- بيتريا توماس على موقع IMDb (الإنجليزية)
- بيتريا توماس على موقع الاتحاد الدولي للسباحة (الإنجليزية)
- بيتريا توماس على موقع قاعة مشاهير السباحة العالمية (الإنجليزية)
- بيتريا توماس على موقع أوليمبيديا (الإنجليزية)
- بيتريا توماس على موقع اللجنة الأولمبية الأسترالية (الإنجليزية)
- بيتريا توماس على موقع اتحاد ألعاب الكومنولث (مؤرشف) (الإنجليزية)
- بيتريا توماس على موقع قاعة أستراليا للمشاهير الرياضية (الإنجليزية)